# Amphipholis pentacantha
Amphipholis pentacantha är en ormstjärneart som beskrevs av Hubert Lyman Clark 1915. Amphipholis pentacantha ingår i släktet Amphipholis och familjen trådormstjärnor. Inga underarter finns listade i Catalogue of Life.